# Goalball op de Paralympische Zomerspelen 2012
Op de XIVe Paralympische Zomerspelen die in 2012 in  Londen (Verenigd Koninkrijk) werden gehouden, was goalball een van de 20 sporten die beoefend werden. De wedstrijden werden gespeeld in de Copper Box, de hal waar tijdens de Olympische Zomerspelen werd gehandbald. Aan de Goalball-wedstrijden deden twaalf landen mee bij de mannen en tien bij de vrouwen. Deze werden eerst opgedeeld in twee groepen. De beste vier van elke groep kwalificeerden zich voor de knock-outfase.

## Medaillewinnaars
| Plaats | Mannen   | Vrouwen |
| ------ | -------- | ------- |
| Goud   | Finland  | Japan   |
| Zilver | Brazilië | China   |
| Brons  | Turkije  | Zweden  |

## Mannen

### Groepsfase

#### Groep A
| Land                | Land                | Uitslag |
| ------------------- | ------------------- | ------- |
| Litouwen            | Verenigd Koninkrijk | 11 - 1  |
| Finland             | Brazilië            | 5 - 6   |
| Turkije             | Zweden              | 9 - 2   |
| Litouwen            | Finland             | 10 - 0  |
| Verenigd Koninkrijk | Turkije             | 1 - 7   |
| Brazilië            | Zweden              | 4 - 5   |
| Turkije             | Finland             | 4 - 0   |
| Zweden              | Verenigd Koninkrijk | 3 - 3   |
| Brazilië            | Litouwen            | 12 - 5  |
| Verenigd Koninkrijk | Finland             | 3 - 7   |
| Zweden              | Litouwen            | 5 - 5   |
| Turkije             | Brazilië            | 4 - 1   |
| Finland             | Zweden              | 4 - 1   |
| Verenigd Koninkrijk | Brazilië            | 1 - 7   |
| Litouwen            | Turkije             | 2 - 2   |

#### Groep B
| Land       | Land       | Uitslag |
| ---------- | ---------- | ------- |
| China      | Iran       | 5 - 9   |
| Zuid-Korea | Algerije   | 4 - 3   |
| Canada     | België     | 2 - 4   |
| China      | Zuid-Korea | 11 - 4  |
| Iran       | Canada     | 9 - 2   |
| Algerije   | België     | 5 - 2   |
| Canada     | Zuid-Korea | 5 - 4   |
| België     | Iran       | 8 - 6   |
| Algerije   | China      | 0 - 1   |
| Iran       | Zuid-Korea | 4 - 3   |
| België     | China      | 0 - 0   |
| Canada     | Algerije   | 6 - 8   |
| Zuid-Korea | België     | 3 - 5   |
| Iran       | Algerije   | 4 - 2   |
| China      | Canada     | 3 - 2   |

### Kwartfinales
| Land     | Land     | Uitslag |
| -------- | -------- | ------- |
| Turkije  | Algerije | 3 - 1   |
| China    | Litouwen | 4 - 12  |
| Brazilië | België   | 3 - 0   |
| Iran     | Finland  | 1 - 5   |

### Halve finales
| Land     | Land     | Uitslag |
| -------- | -------- | ------- |
| Turkije  | Finland  | 0 - 2   |
| Brazilië | Litouwen | 2 - 1   |

### Bronzen finale
| Land    | Land     | Uitslag |
| ------- | -------- | ------- |
| Turkije | Litouwen | 4 - 1   |

### Finale
| Land    | Land     | Uitslag |
| ------- | -------- | ------- |
| Finland | Brazilië | 8 - 1   |

### Eindrangschikking
| Plaats | Land     |
| ------ | -------- |
| Goud   | Finland  |
| Zilver | Brazilië |
| Brons  | Turkije  |
| 4      | Litouwen |

## Vrouwen

### Groepsfase

#### Groep A
| Land                | Land                | Uitslag |
| ------------------- | ------------------- | ------- |
| China               | Verenigd Koninkrijk | 7 - 1   |
| Denemarken          | Brazilië            | 0 - 2   |
| Finland             | Verenigd Koninkrijk | 1 - 1   |
| Brazilië            | China               | 0 - 8   |
| Denemarken          | Finland             | 2 - 3   |
| Verenigd Koninkrijk | Brazilië            | 3 - 1   |
| China               | Denemarken          | 8 - 1   |
| Brazilië            | Finland             | 5 - 4   |
| Verenigd Koninkrijk | Denemarken          | 5 - 0   |
| Finland             | China               | 2 - 5   |

#### Groep B
| Land             | Land             | Uitslag |
| ---------------- | ---------------- | ------- |
| Verenigde Staten | Zweden           | 5 - 1   |
| Australië        | Japan            | 1 - 3   |
| Canada           | Zweden           | 1 - 2   |
| Japan            | Verenigde Staten | 2 - 1   |
| Australië        | Canada           | 1 - 3   |
| Zweden           | Japan            | 0 - 0   |
| Verenigde Staten | Australië        | 3 - 0   |
| Japan            | Canada           | 0 - 1   |
| Zweden           | Australië        | 8 - 5   |
| Canada           | Verenigde Staten | 1 - 0   |

### Kwartfinales
| Land                | Land             | Uitslag |
| ------------------- | ---------------- | ------- |
| China               | Verenigde Staten | 5 - 0   |
| Japan               | Brazilië         | 2 - 0   |
| Verenigd Koninkrijk | Zweden           | 1 - 2   |
| Canada              | Finland          | 1 - 2   |

### Halve finales
| Land   | Land    | Uitslag |
| ------ | ------- | ------- |
| China  | Finland | 4 - 1   |
| Zweden | Japan   | 3 - 4   |

### Bronzen finale
| Land    | Land   | Uitslag |
| ------- | ------ | ------- |
| Finland | Zweden | 1 - 5   |

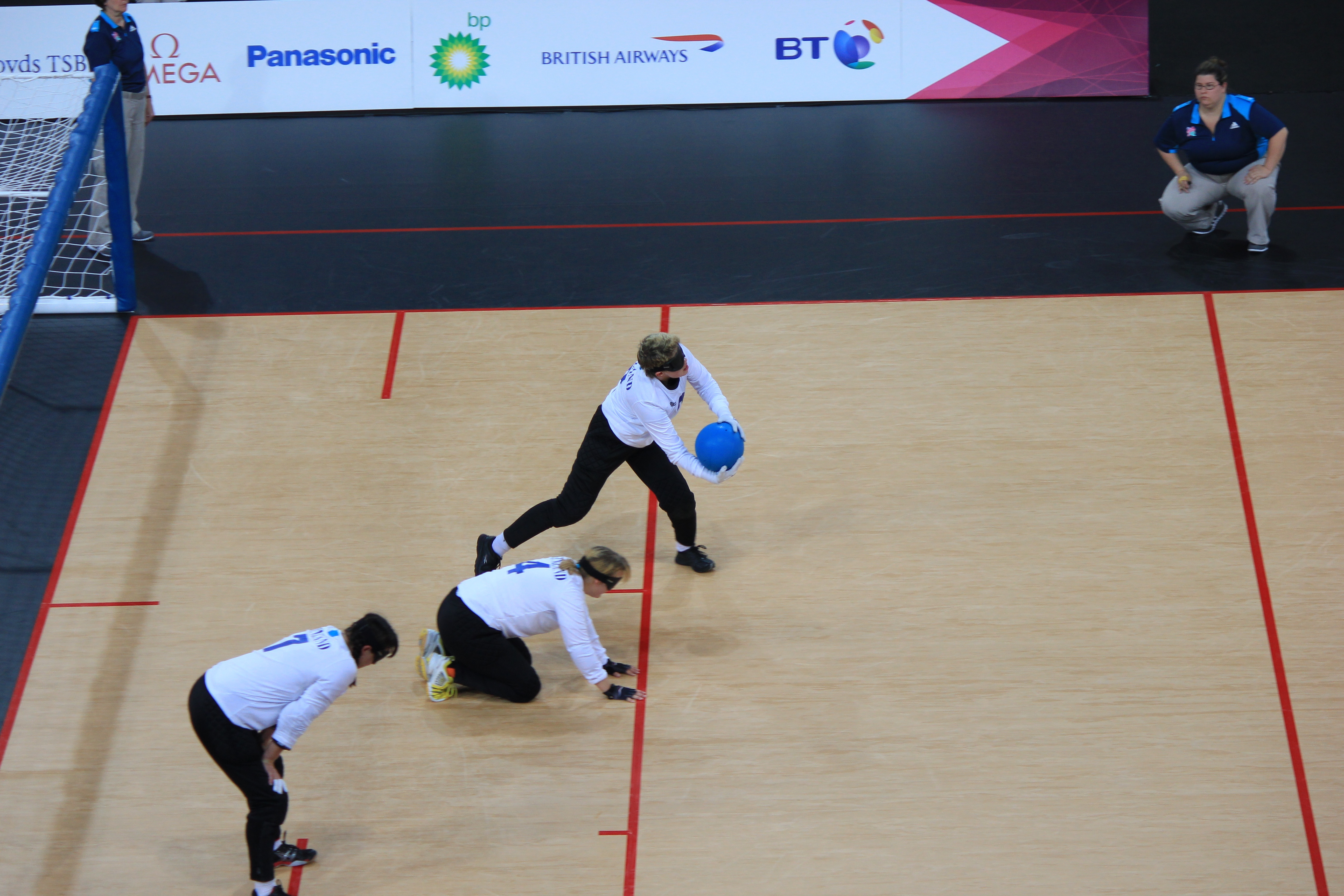
Finse aanval begint
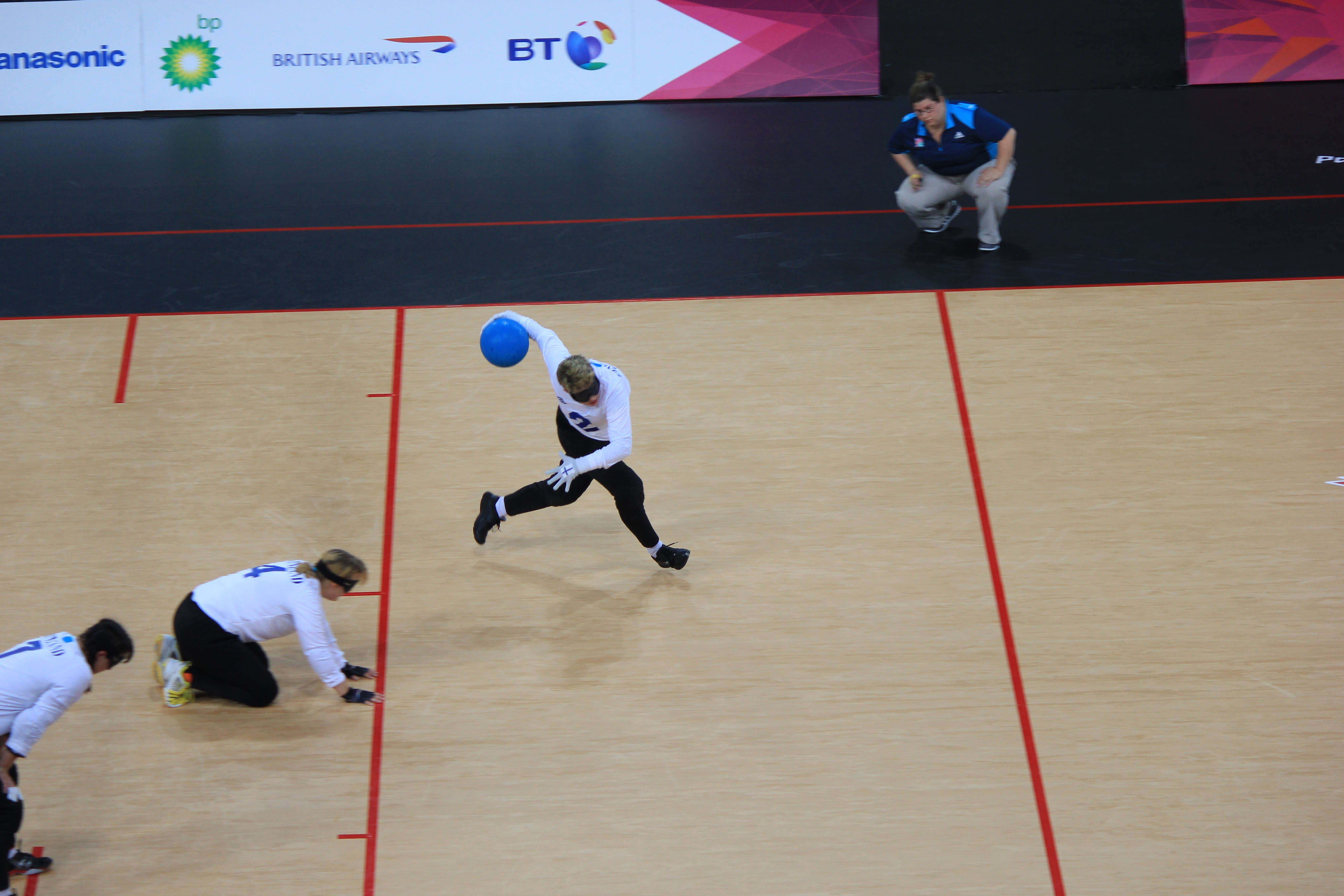
de bal zwaait naar achter
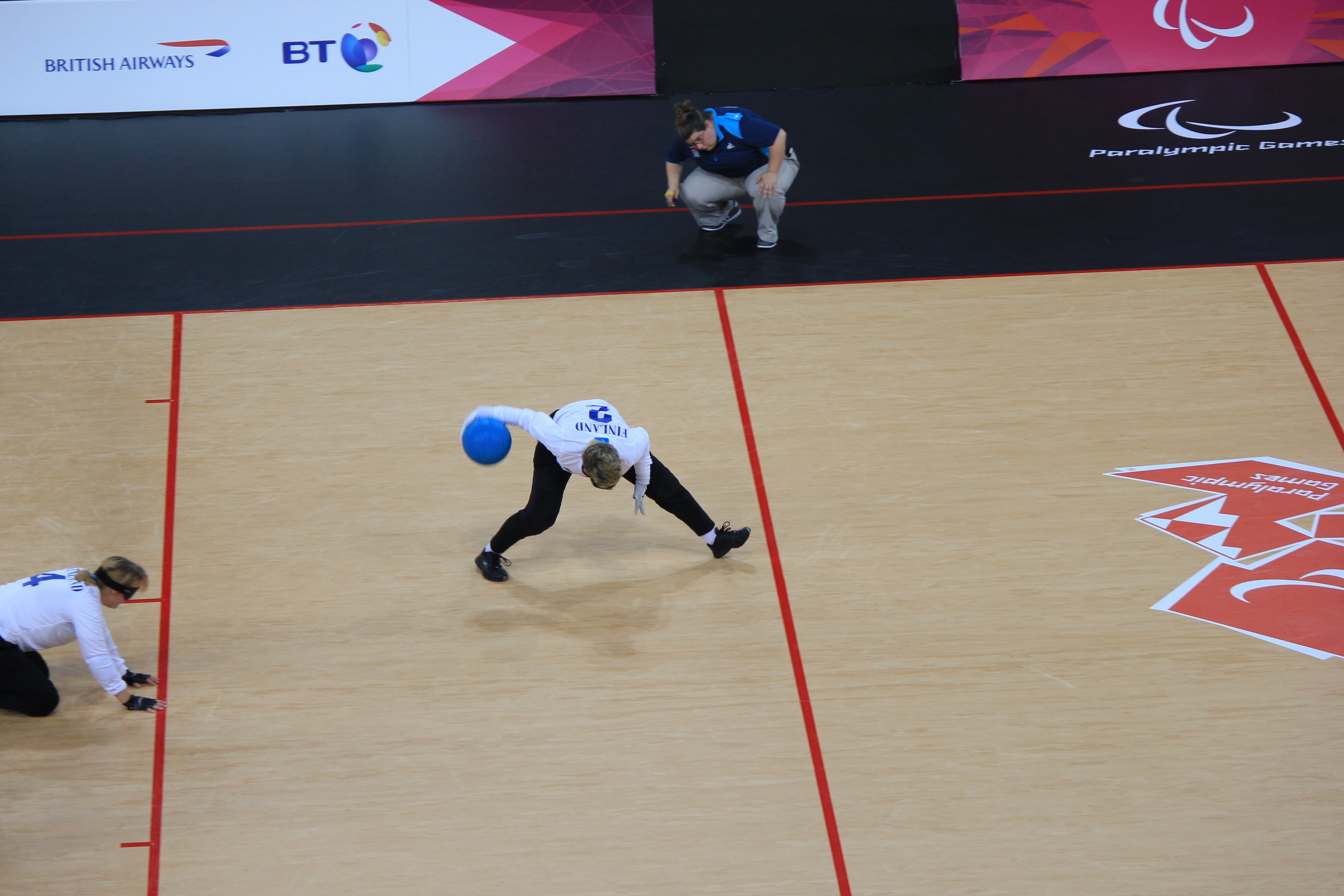
wordt naar voren "gebowld"
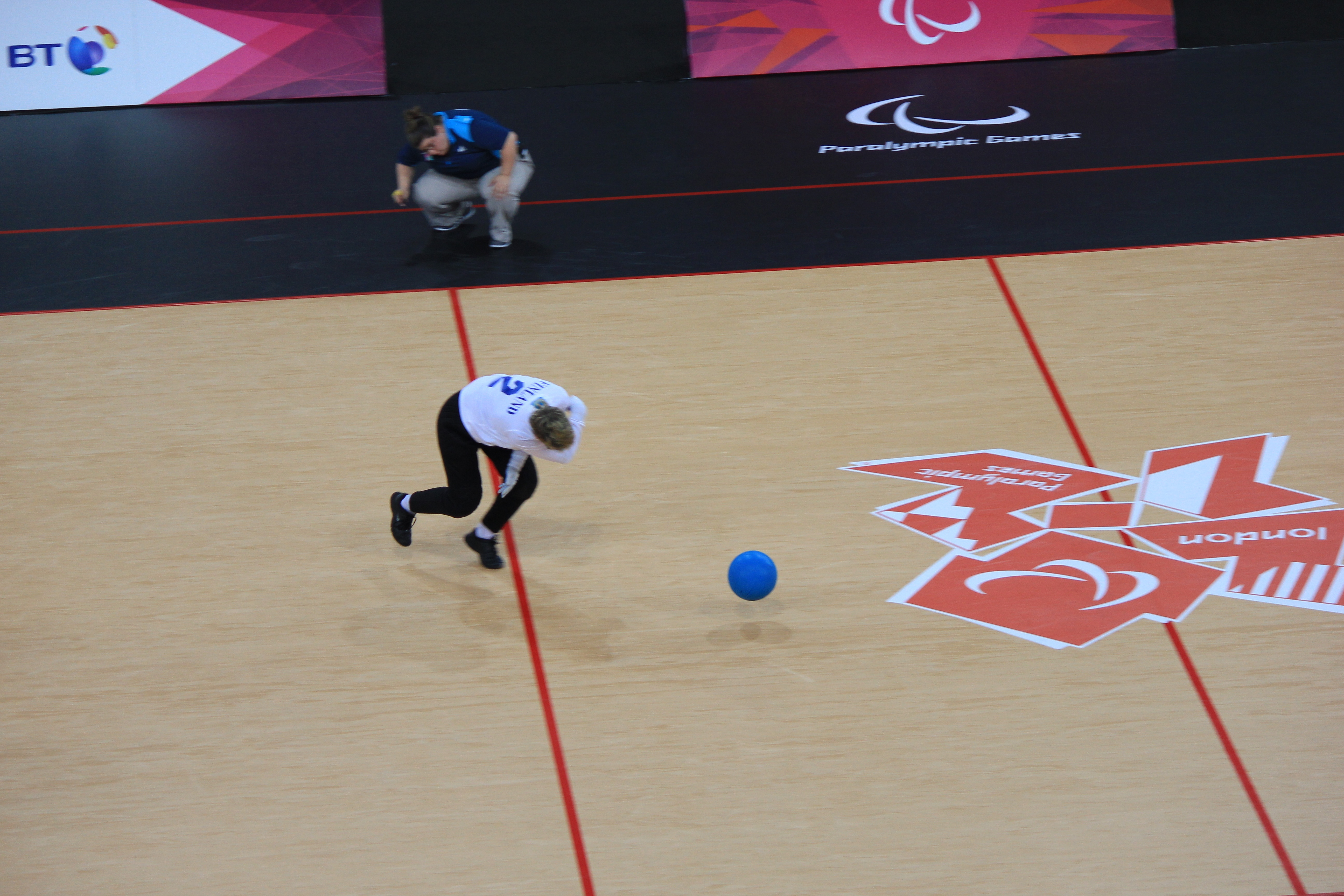
onderweg naar het Zweedse doel
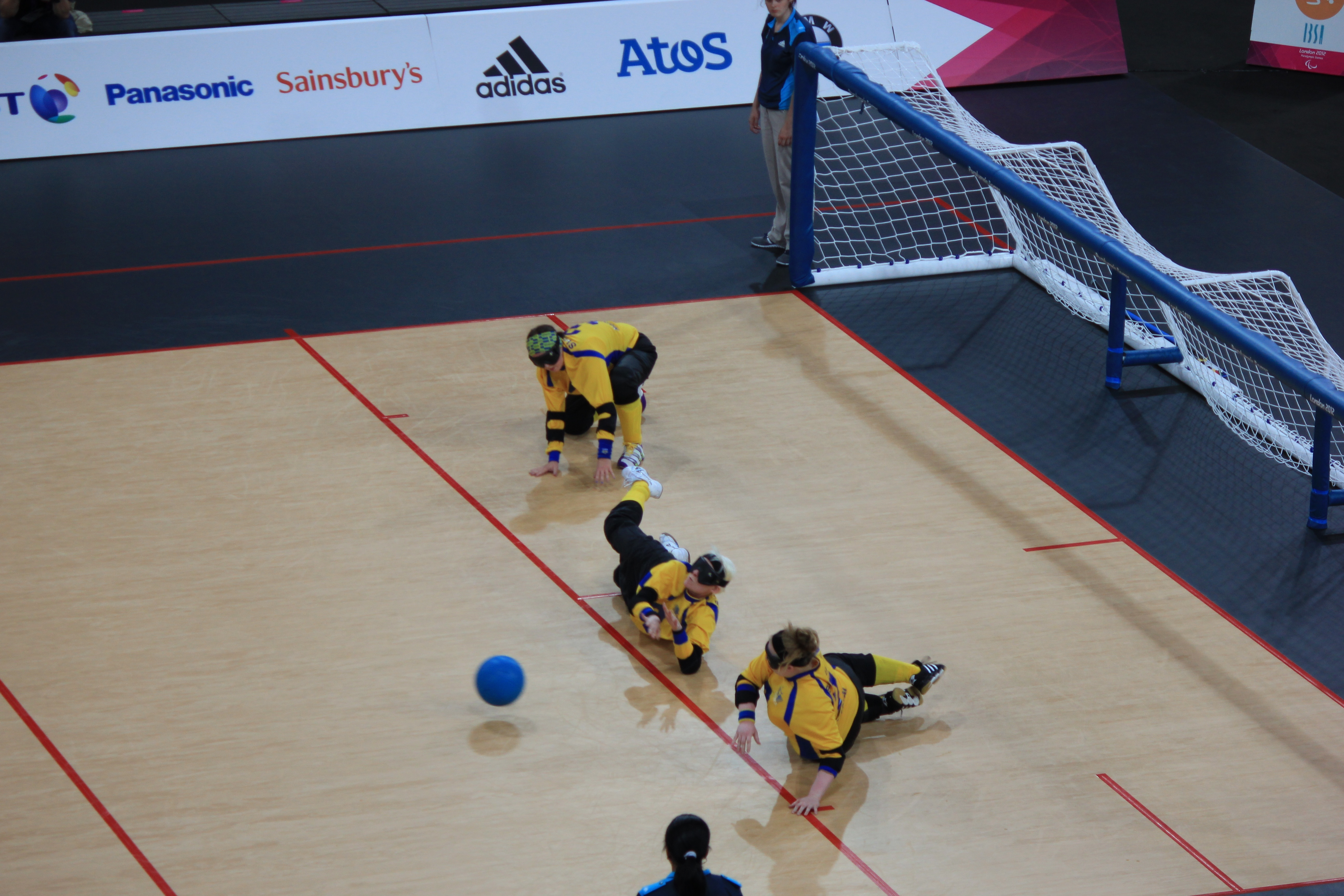
houdt de verdediging hem tegen?

### Finale
| Land  | Land  | Uitslag |
| ----- | ----- | ------- |
| China | Japan | 0 - 1   |

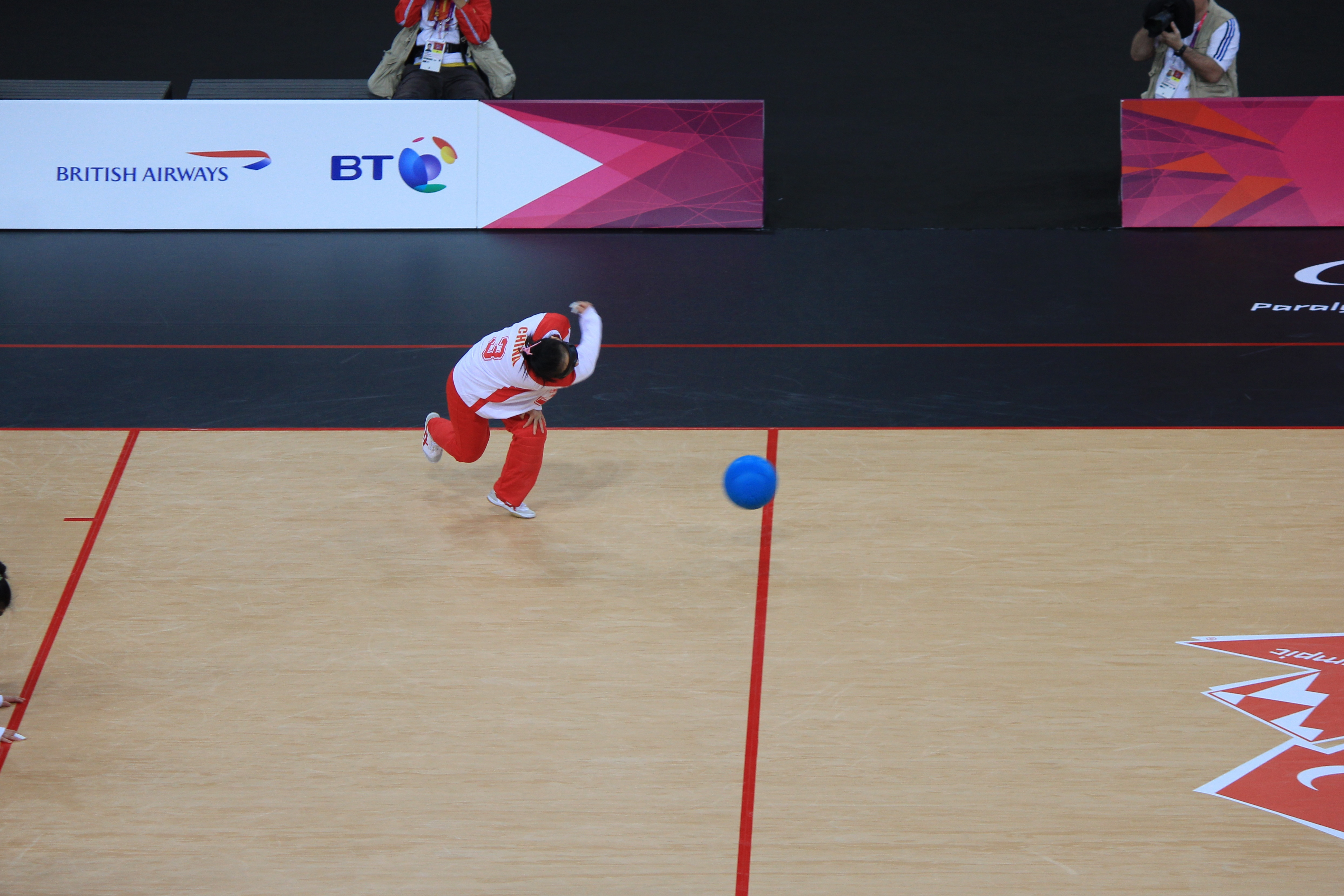
China doet een aanval
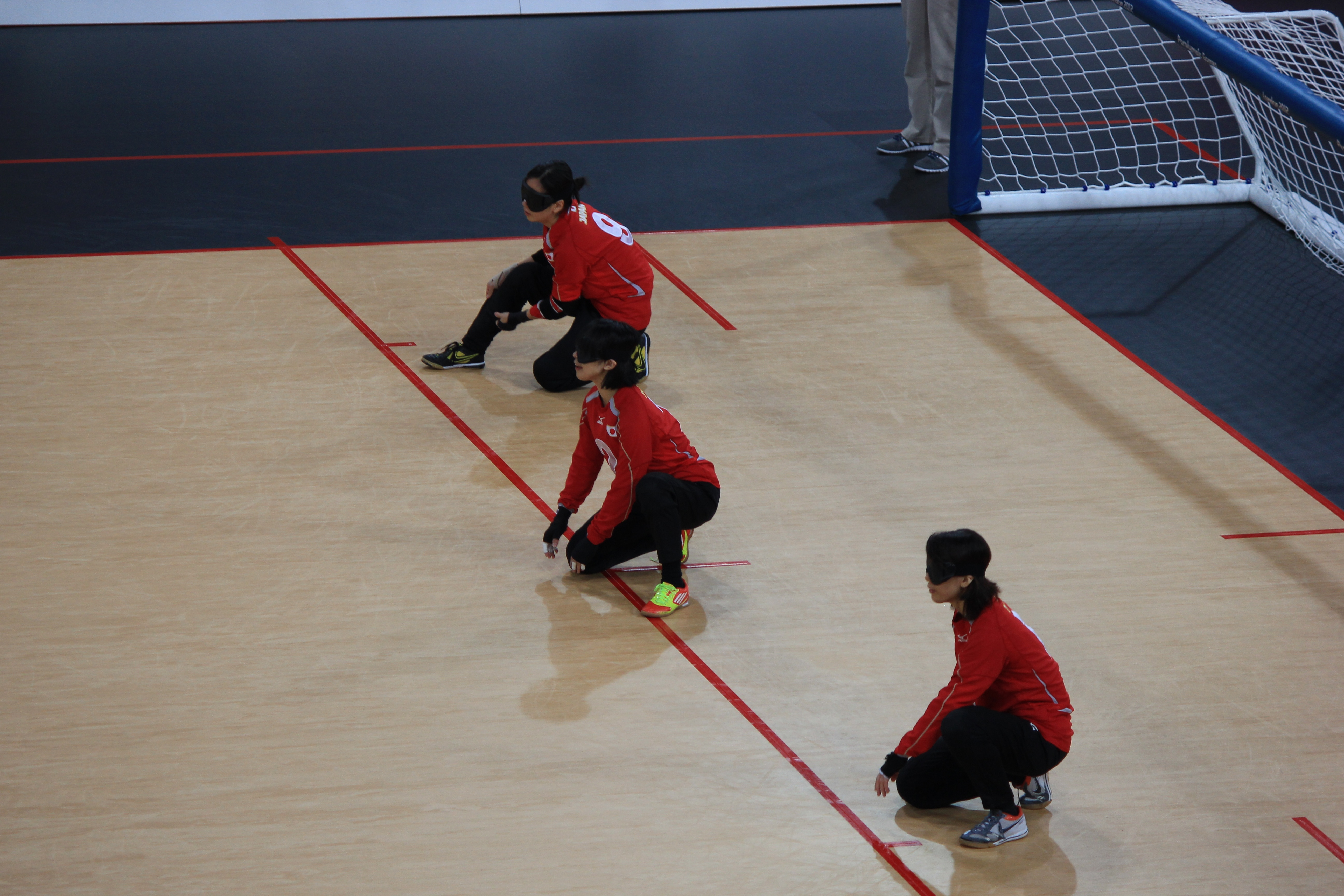
Japanse verdediging zit klaar
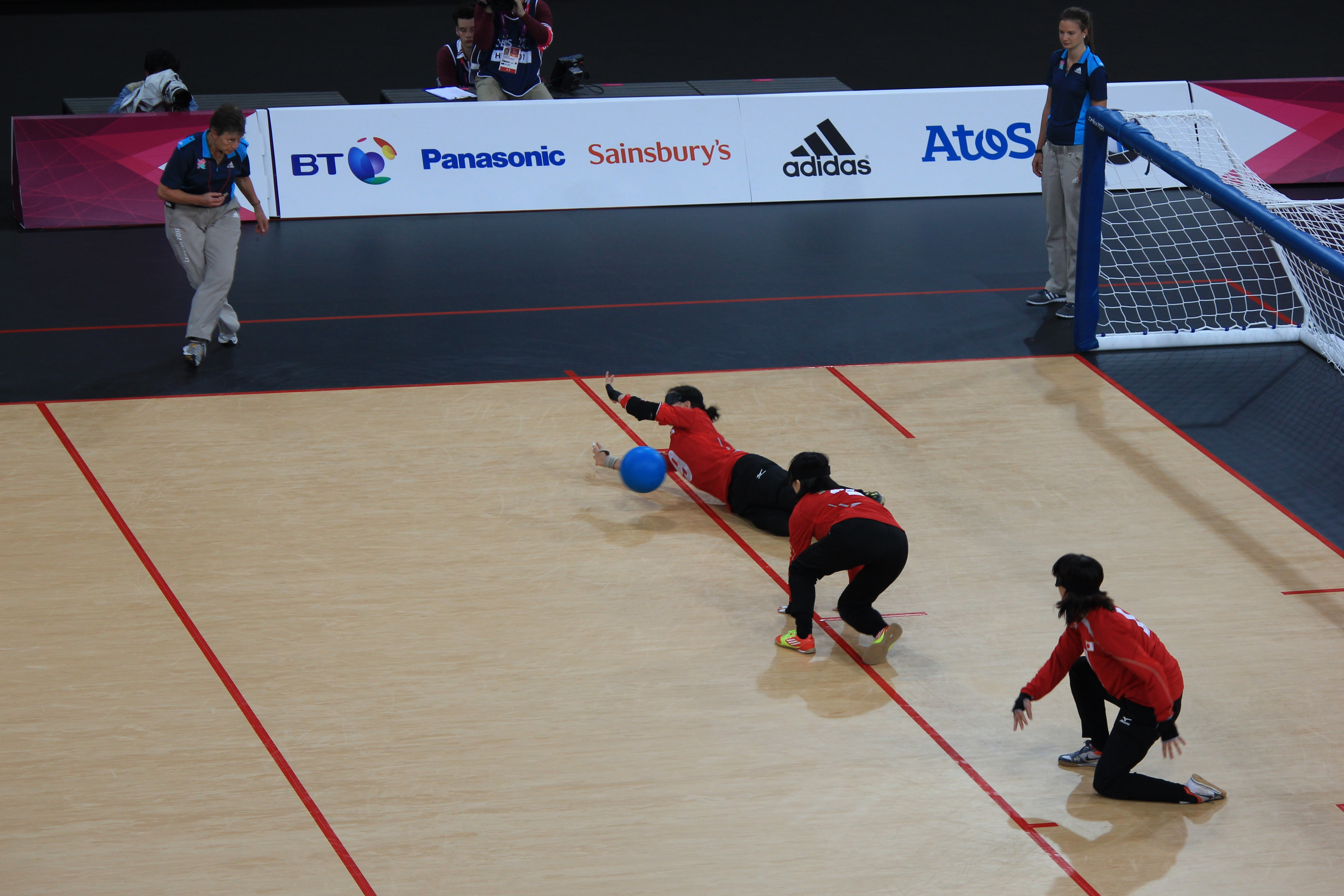
De bal wordt tegengehouden
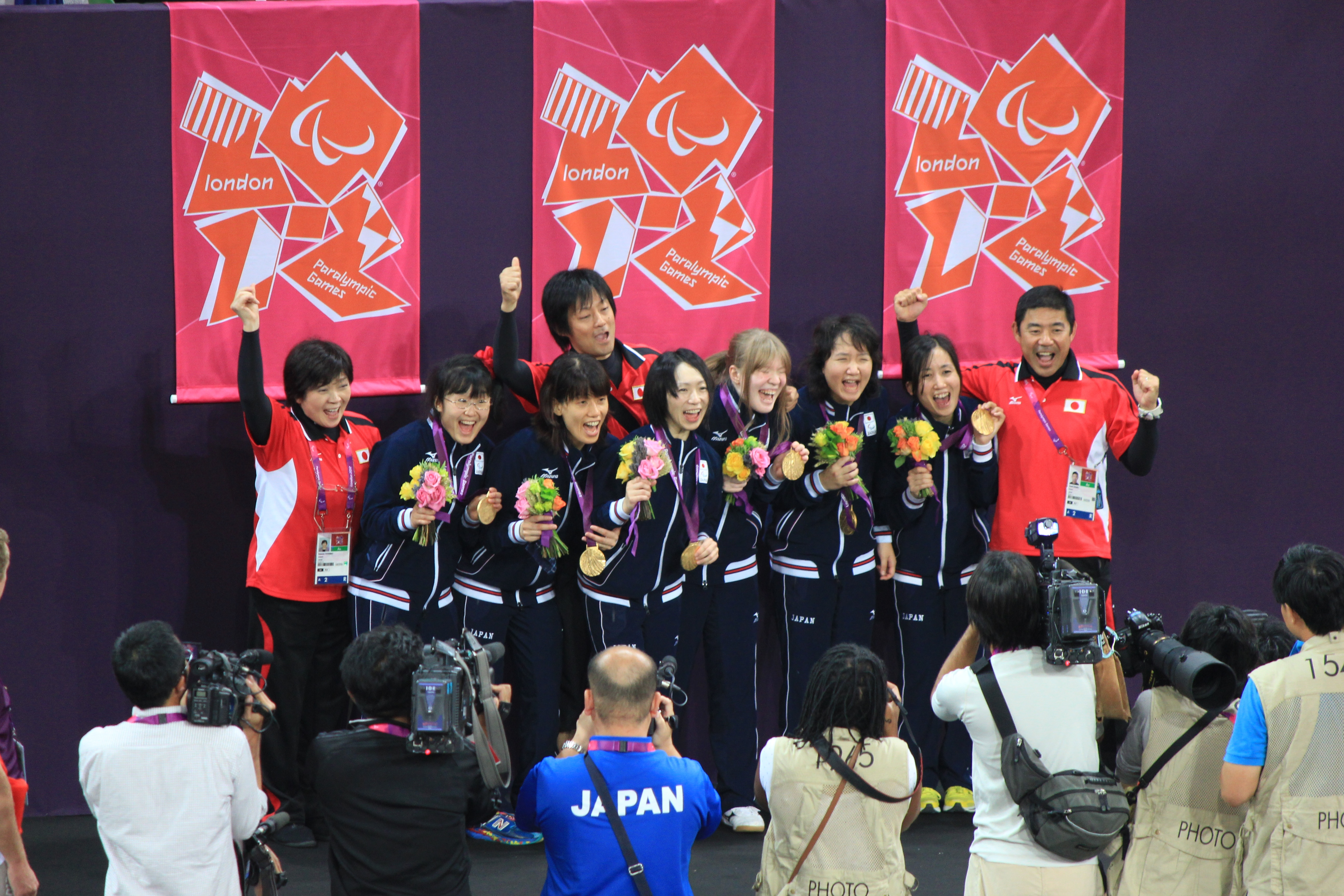
Het gouden team uit Japan

### Eindrangschikking
| Plaats | Land    |
| ------ | ------- |
| Goud   | Japan   |
| Zilver | China   |
| Brons  | Zweden  |
| 4      | Finland |

## Medaillespiegel
| Plaats | Land     | NPC    | Goud | Zilver | Brons | Totaal |
| 1      | Finland  | FIN    | 1    | 0      | 0     | 1      |
| 1      | Japan    | JAP    | 1    | 0      | 0     | 1      |
| 3      | Brazilië | BRA    | 0    | 1      | 0     | 1      |
| 3      | China    | CHN    | 0    | 1      | 0     | 1      |
| 5      | Zweden   | SWE    | 0    | 0      | 1     | 1      |
| 5      | Turkije  | TUR    | 0    | 0      | 1     | 1      |
| Totaal | Totaal   | Totaal | 2    | 2      | 2     | 6      |

Atletiek · Bankdrukken · Basketbal · Blindenvoetbal · Boogschieten · Boccia · CP-voetbal · Goalball · Judo · Paardensport · Roeien · Rugby · Schermen · Schietsport · Tafeltennis · Tennis · Volleybal · Wielersport · Zeilen · Zwemmen
Toronto 1976 ·
Arnhem 1980 ·
New York & Stoke Mandeville 1984 ·
Seoel 1988 ·
Barcelona 1992 ·
Atlanta 1996 ·
Sydney 2000 ·
Athene 2004 ·
Peking 2008 ·
Londen 2012 ·
Rio de Janeiro 2016 ·
Tokio 2020 ·
Parijs 2024